# Vikstyrka
Vikstyrka är ett mått inom papperstestning på hur många vikningar, under standardiserade betingelser, som en pappersremsa klarar av tills den brister eller går itu. Måttet används särskilt vid testning av papper för kartor, sedlar, arkivdokument etc. Papperets fiberriktning i förhållande till vecket, fibertyp, fiberinnehåll (fibermängd), tjocklek etc., liksom vilken typ av vikningsmaskin eller instrument som används påverkar hur många vikningar pappersprovet tål.
Vikstyrkan beräknas som tiologaritmen av det antal dubbelvikningar som papperet maximalt klarar:
V = log10 d,
där V är vikstyrkan och d är antalet dubbelvikningar.
Vikstyrka bör inte förväxlas med den närbesläktade termen viktal.

## Standarder
- ISO 5626: Paper – Determination of folding endurance
- TAPPI Test Method T 551: Folding endurance of paper (MIT tester)
- TAPPI Test Method T 423: Folding endurance of paper (Schopper type tester)